# David Simon (baron Simon de Highbury)
David Alec Gwyn Simon, baron Simon de Highbury (né le 24 juillet 1939) est un homme d'affaires britannique.

## Biographie
Simon fait ses études à l'école Christ's Hospital, Horsham, West Sussex. Il est diplômé de l'Université de Cambridge en 1961 et rejoint British Petroleum comme stagiaire en gestion, devient directeur général de BP Oil International en 1982, directeur général de BP en 1986, directeur général de BP de 1992 à 1995 et président de 1995 à 1997.
Au cours des premières années de sa carrière, il passe quelque temps à l'école de commerce d'élite de l'INSEAD. Il devient conseiller d'Unilever et est président de la conférence belgo-britannique en 2004.
Lorsque le parti travailliste remporte les élections de 1997, il est nommé ministre du commerce et de la compétitivité en Europe.
Simon est nommé Commandeur de l'Ordre de l'Empire britannique (CBE) dans les honneurs du Nouvel An 1991 et fait chevalier en 1995. Il est créé pair à vie en tant que baron Simon de Highbury, de Canonbury dans le Borough londonien d'Islington le 16 mai 1997.
Il reçoit le titre de Senior Fellow honoraire de la Regent's University de Londres le 26 juin 2014.
Il prend sa retraite de la Chambre des lords le 9 juin 2017.